# Коклюш
Коклюш (от френски: coqueluche) още пертусис или магарешка кашлица е остро инфекциозно заболяване на дихателните пътища, причинено от пръчковидната бактерия Bordetella pertussis. Болестта се предава по въздушно-капков път. Засяга и възрастни, но основно възприемчиви към нея са малките деца и подрастващите.
Всъщност коклюшът по народному е наричан „магарешка кашлица“ именно поради странния звук, който се издава при кашляне, който наподобява магарешки рев.
Инкубационният период на болестта е 1 – 2 седмици след заразяването, а до 40-ия ден болните са заразители. Започва с лека, постепенно засилваща се суха кашлица, придружена от отпадналост и повишена телесна температура. Постепенно кашлицата придобива пристъпен характер с невъзможност пациентът да си поеме въздух по време на пристъпа. Очите се зачервяват, устните и езикът посиняват. След края на кашличния пристъп болният отделя жилави светли храчки. Тежестта на заболяването се определя по честотата и продължителността на пристъпите на кашлица, като по-тежките пристъпи са придружени и от повръщане. Усложнения могат да засегнат кърмачетата и малките деца, като най-сериозното от тях е бронхопневмонията.
Веднъж изкарали коклюш, пациентите изграждат имунитет към причинителите на болестта за период от 10 – 12 години. За профилактика на това заболяване се прилага комбинирана ваксина против дифтерия, тетанус и коклюш, изолиране на болните и други. Ваксината също не осигурява доживотен имунитет.
Чист щам от бактерията Bordetella pertussis е изолиран през 1905 година от Жул Борде и Октав Женгу, които също разработват първата ваксина срещу болестта. През 1919 година Борде получава Нобелова награда за изследванията му свързани с имунитета. Геномът на бактерията е напълно разчетен през 2002 година.

## Превенция
Основната мярка за превенция на коклюш е ваксинацията. В България тя се осъществява по националния имунизационен календар чрез многовалентни ваксини, които осигуряват защита не само срещу коклюш, но и срещу други сериозни заболявания като дифтерия и тетанус.
Ваксинационният график включва:
- 6-валентна ваксина на 2, 3 и 4 месеца;
- 5-валентна ваксина на 2 години;
- 4-валентна ваксина на 6 години;
- 3-валентна ваксина на 12 години.

Тази последователност има за цел да осигури трайна и адекватна защита през ключовите етапи от детското развитие.
Имунитетът след преболедуване не е доживотен, поради което хора, които не са ваксинирани или са частично ваксинирани, трябва да завършат ваксинационната схема с ваксини от типа DTaP или Tdap.
Освен ваксинацията, важна роля играе и обществената информираност за първите симптоми на заболяването, с цел навременно търсене на медицинска помощ.

## Лечение
Лечението на коклюш е най-ефективно, когато започне в ранните стадии на заболяването — обикновено в първите 1–2 седмици след началото на кашлицата. В този период се предписват антибиотици, които могат да ограничат развитието на инфекцията и да намалят риска от заразяване на околните.
Най-често използваните антибиотици при коклюш включват:
- Азитромицин;
- Кларитромицин;
- Еритромицин;
- Триметоприм-сулфаметоксазол.

Лечението е предимно поддържащо и включва внимателно наблюдение, особено при малки деца, поради риска от усложнения като пневмония или неврологични прояви. Навременната диагноза и терапия играят ключова роля за ограничаване на симптомите и пълното възстановяване.